# Домналл I (граф Мара)
Домналл I (скотс Domhnall I, Yerl o Mar; англ. Domhnall I, Earl of Mar; умер в 1297/1301) — шотландский аристократ, 6-й граф (мормэр) Мар (1276—1297/1301). Сын Уиллема, 5-го графа Мара, и его первой жены Элизабет Комин, дочери Уильяма Комина, графа Бьюкена.

## Биография
Впервые Домналл упоминается в 1270 году в качестве рыцаря короля Шотландии Александра III в Скуне. В 1276 или 1281 году после смерти своего отца Уллема Домналл унаследовал титул графа (мормэра) Мара.
25 июля 1281 года Домналл, графа Мара, упоминается среди шотландской знати, при ратификации договора о браке между Маргаритой Шотландской (1261—1283) и королем Норвегии Эйриком II. В феврале 1284 года в Сконе Домналл, граф Мара, был одним из шотландских дворян, признавших Маргарет, дочь Маргариты Шотландской и Эйрика Норвежского, наследницей её деда, короля Шотландии Александра III.
Домналл был одним из шотландских баронов, которые в марте 1290 года написали послание королю Англии Эдуарду I Плантагенету, соглашаясь на переговоры о заключении брака между его сыном, Эдуардом Карнарвонским, будущим Эдуардом II, и Маргарет Норвежской Девой. В июле 1290 года граф Мар участвовал в подписании договора с Биргеме с королем Англии Эдуардом I о заключении брачного союза между его сыном и Маргарет Норвежской Девой.
После смерти в сентябре 1290 года юной королевы Маргарет появилось несколько претендентов на шотландский королевский престол. Домналл стал собирать силы в Шотландии для поддержки Роберта Брюса, 5-го лорда Аннандейла, одного из претендентов на королевский трон. Граф Мар находился в родстве с семьей Брюсов. Роберт Брюс, будущий король Шотландии, был женат на Изабелле, дочери Домналла, а сын последнего, Гартнат, был женат на Кристине Брюс, дочери Роберта Брюса, графа Каррика.
В конце 1290 — начале 1291 года граф Мар участвовал в «Обращении Семи графов Шотландии» к королю Англии Эдуарду I в поддержку Роберта Брюса как законного наследника шотландской короны.
13 июня 1291 года Домналл, граф Мар, принес оммаж королю Англии Эдуарду I как сюзерену Шотландии в замке Апсеттлингтон. 3 июля 1292 года граф Мар присутствовал в Берик, где король Англии Эдуард I был провозглашен сюзереном Шотландии. В июне 1294 года король Шотландии Иоанн Баллиоль и десять шотландских аристократов (среди них был граф Мар) были вызваны королем Англии в Лондон, чтобы присоединиться к английской армии в войне против Франции. Но король Шотландии и дворяне отказались исполнить этот приказ. Когда шотландцы готовились поднять восстание против английского короля Эдуарда I в 1295 году, Домналл, граф Мара, входил в совет двенадцати вельмож, организованный для сохранения и защиты свобод Шотландского королевства и его сословий. Граф Мар был одним из подписавших союзный договор между Шотландией и Францией в феврале 1296 года.
27 апреля 1296 года в битве при Данбаре граф Мара, был захвачен англичанами в плен, он сопровождал короля Эдуарда I в Монтроз, затем принес ему присягу на верность в Берике. Граф Мара вынужден был сопровождать короля Эдуарда I, а в июне 1297 году он получил разрешение вернуться в Шотландию, но взамен английский король потребовал от него дать обещание, что он будет участвовать в войне против Франции.
Между 1297 и 1301 годами Домналл, граф Мара, скончался. Ему наследовал его старший сын Гартнат (ум. 1305).

## Семья
Домналл, граф Мара, был женат на Хелен (иногда называют Эллен), внебрачной дочери уэльского принца Лливелина Великого и вдове Малькольма II, графа Файфа (ум. 1266). Супруги имели следующих детей:
- Гартнат (ум. 1305), 7-й граф Мара (1297/1301 — 1305)
- Дункан, жена Кристина, леди Гармоган, дочь Алана Макруаири
- Изабелла, жена с 1295 года будущего короля Шотландии Роберта I Брюса
- Марджори, жена Джона де Стратбоги, 9-го графа Атолла (ок. 1266—1306)
- Мария, жена Кеннета, 4-го графа Сазерленда (ум. 1333).